# Будинок «Табачник»
Будинок «Таба́чник» — історична будівля епохи конструктивізму в центрі Харкова. Пам'ятка архітектури та містобудування місцевого значення № 7262-Ха. Будівля постраждала внаслідок російського обстрілу 2 січня 2024 року.

## Історія
Історія району Задержпром'я почалася ще в XIX столітті, коли почали формуватися сучасні вулиці Культури, Данилевського, проспект Незалежності. Вони були забудовані одноповерховими приватними будинками. Після захоплення міста більшовиками, встановлення тут радянської влади й отримання містом статусу столиці, місць для розміщення державних установ не вистачало. Вони тимчасово займали колишні житлові будинки в місті, наприклад, прибутковий будинок «Саламандра».
21 березня 1925 року на засіданні Української економічної ради було обговорено спорудження нової офісної будівлі для організацій, що керували промисловістю УСРР. Треба було швидко організувати будівництво, підготовчі роботи розпочались уже в 1925 році, а завершилися за 3 роки в 1928. Будівля дістала назву «Будинок державної промисловості», а скорочено «Держпром». Наприкінці 1920-х років починається будівництво декількох будинків за Держпромом. Новий район отримав назву «Задержпром'я». Споруджуються житлові будинки: «Дім Спеціалістів», «Червоний промисловець», «Червоний партизан», «Червоний хімік», «Воєнвід», «Червоний кравець» та інші.
До проєктування одного з будинків прямо за Держпромом запрошують харківського архітектора єврейського походження Олександра Захаровича Когана, автора будинку «Украдгоспоб'єднання». Він разом з архітектором, автором декількох будівель у стилі конструктивізм, зокрема АТС, П. М. Фроловим створюють проєкт 5-поверхового житлового будинку. У 1927 році розпочинається його зведення, ймовірно, житловим кооперативом «Табачник», від якого будинок і отримав назву. Однак у запрошенні на закладення будівлі вказаний кооператив «Радянський книгар». 1931 року будинок був зданий в експлуатацію. Фасади виконані стилі конструктивізм, кінцеве оформлення трохи відрізнялося від первісного проєкту. Будинок має прості форми, характерні для цього стилю, повністю відсутні ліпні деталі. З-поміж інших будівель Задержпром'я будинок вирізняється трикутними еркерами, трьома на бічних й п'ятьма на головному фасадах. Над входами в під'їзди, що розташовані між простих прямокутних півколон, розміщені балкони з цегляною огорожею. За планом будинок нагадує букву «Є». У 1940-х роках в будинку жили актори з театру Шевченка.

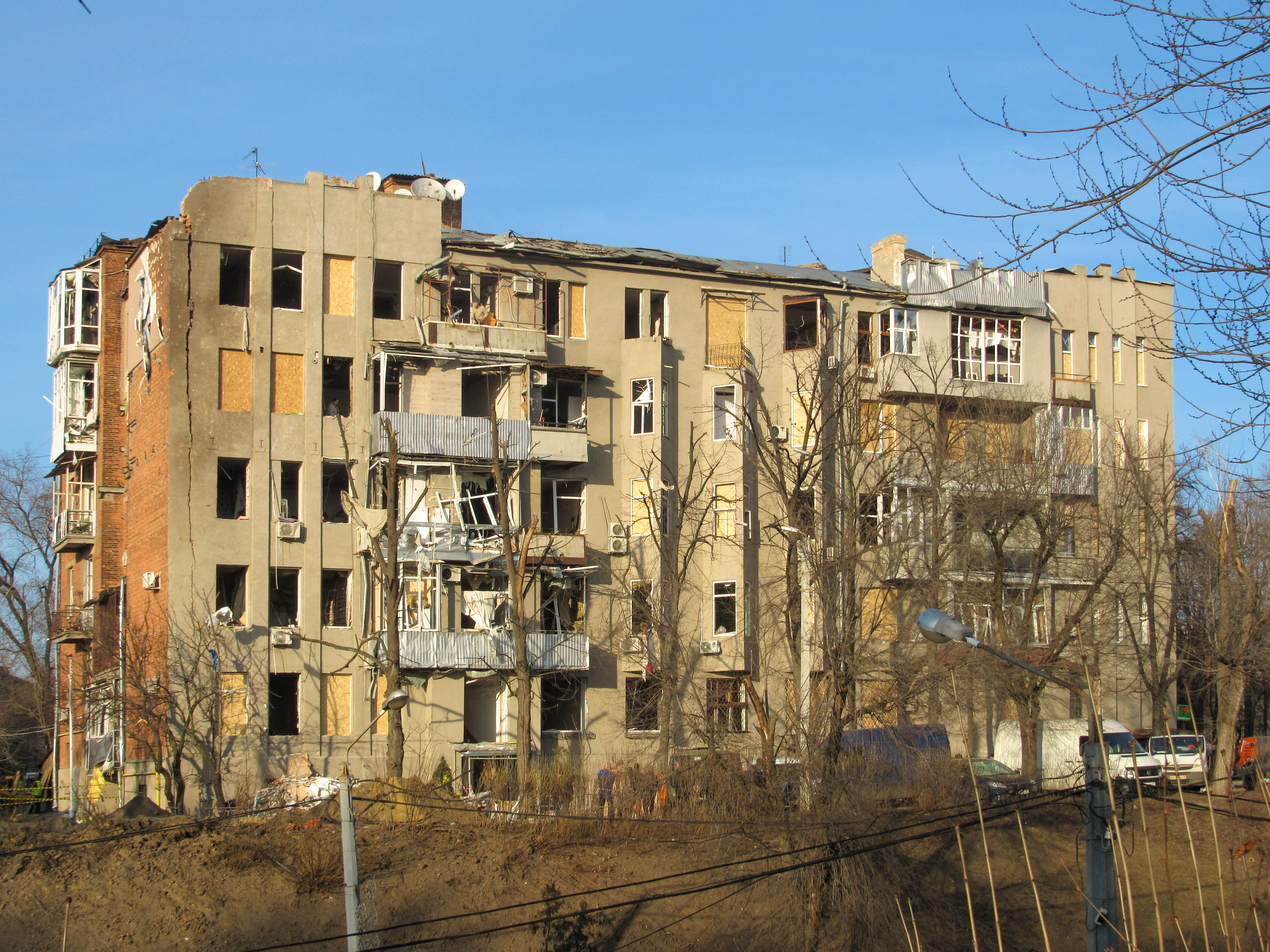
Загальний вигляд будинку «Табачник» після вибуху російської ракети

## Руйнація
2 січня 2024 року російська армія завдала ракетного удару по цивільних об'єктах Харкова. Від цього постраждали понад 60 осіб, а троє загинули, серед них харківська 84-річна заслужена артистка України Вікторія Тимошенко, яка померла у лікарні. Одна з ракет типу Іскандер-М вдарила у дорогу поряд з будинком «Табачник».
Внаслідок прильоту будинок утратив усі вікна, а по фасадах з боку Клочківського узвозу пішли великі тріщини. Однією з причин утворення такої великої тріщини називають незаконну прибудову балконів. Пошкодження також зазнали корпуси ХНУ, а також пам'ятка архітектури та містобудування національного значення Держпром, де вибуховою хвилею та уламками розбито вікна. Будинок «Табачник» знаходиться у буферній зоні пам'ятки архітектури національного значення.
Наприкінці січня будинок законсервовано та розпочато його відновлення. Станом на січень 2025 року пошкоджена стіна була частково розібрана та перекладена, встановлено нові вікна.

## Галерея

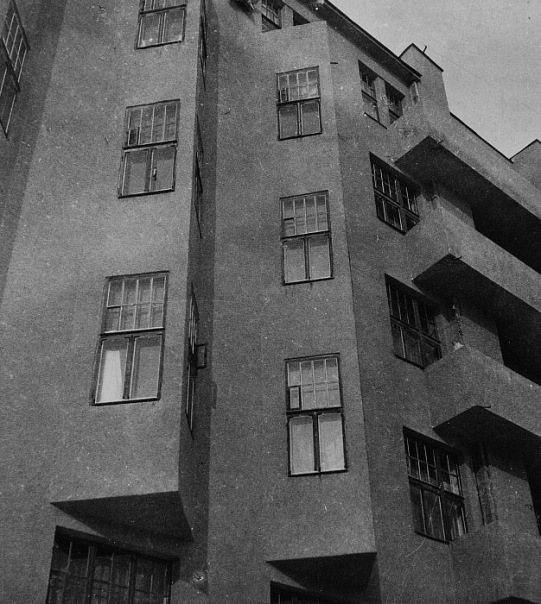
Еркери будівлі
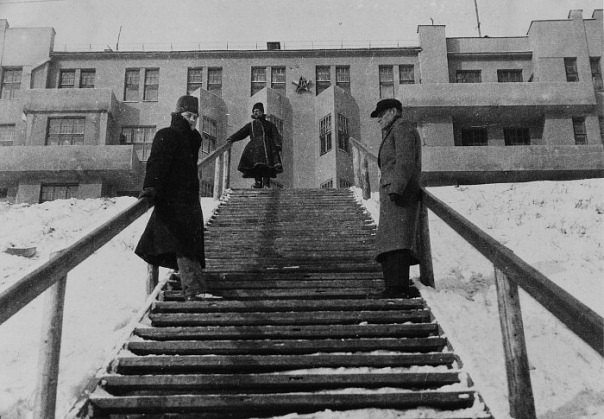
Вигляд на будинок до спорудження Зоологічного мосту (1930-ті)
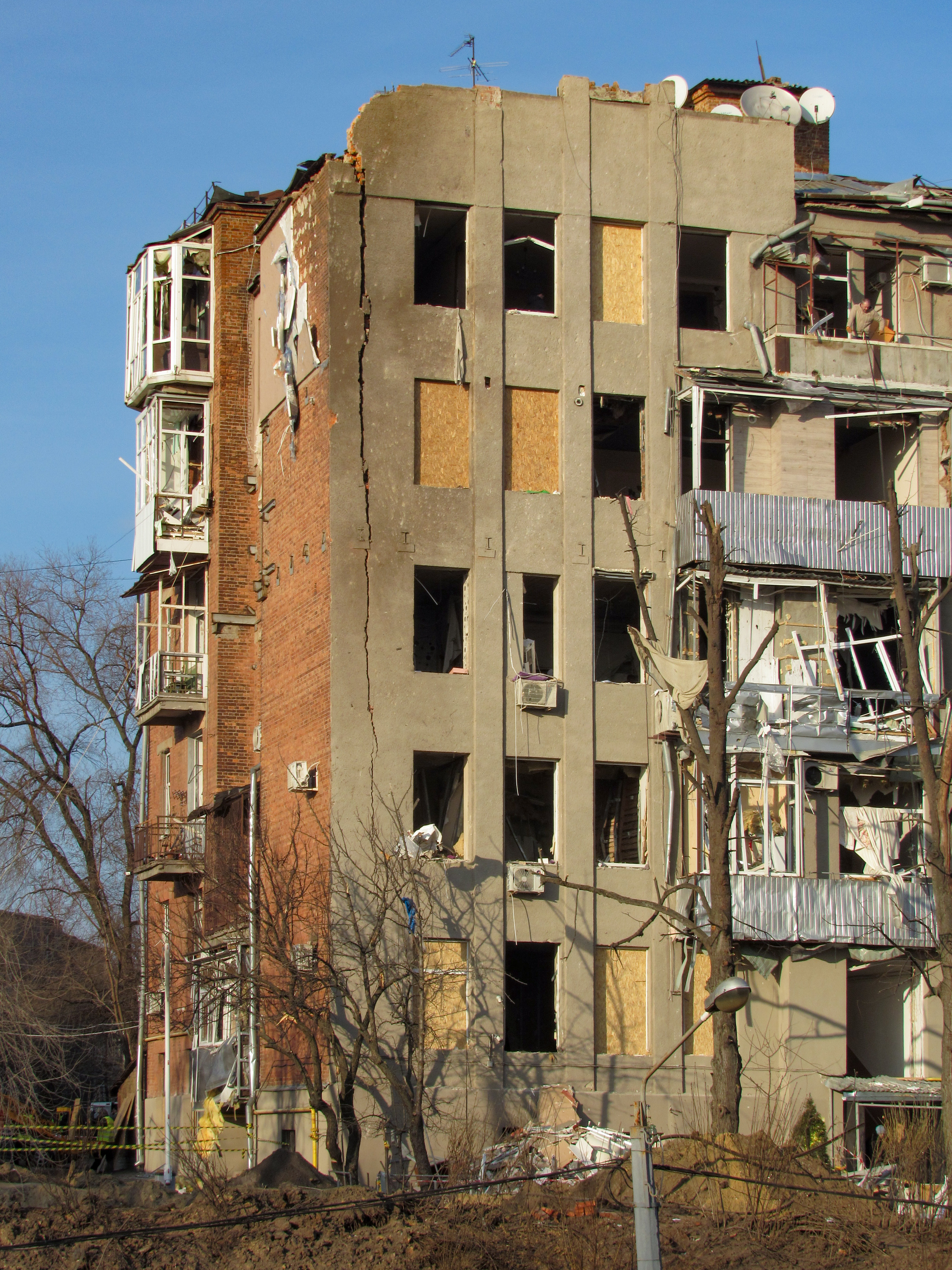
Тріщина на будинку «Табачник» після вибуху російської ракети
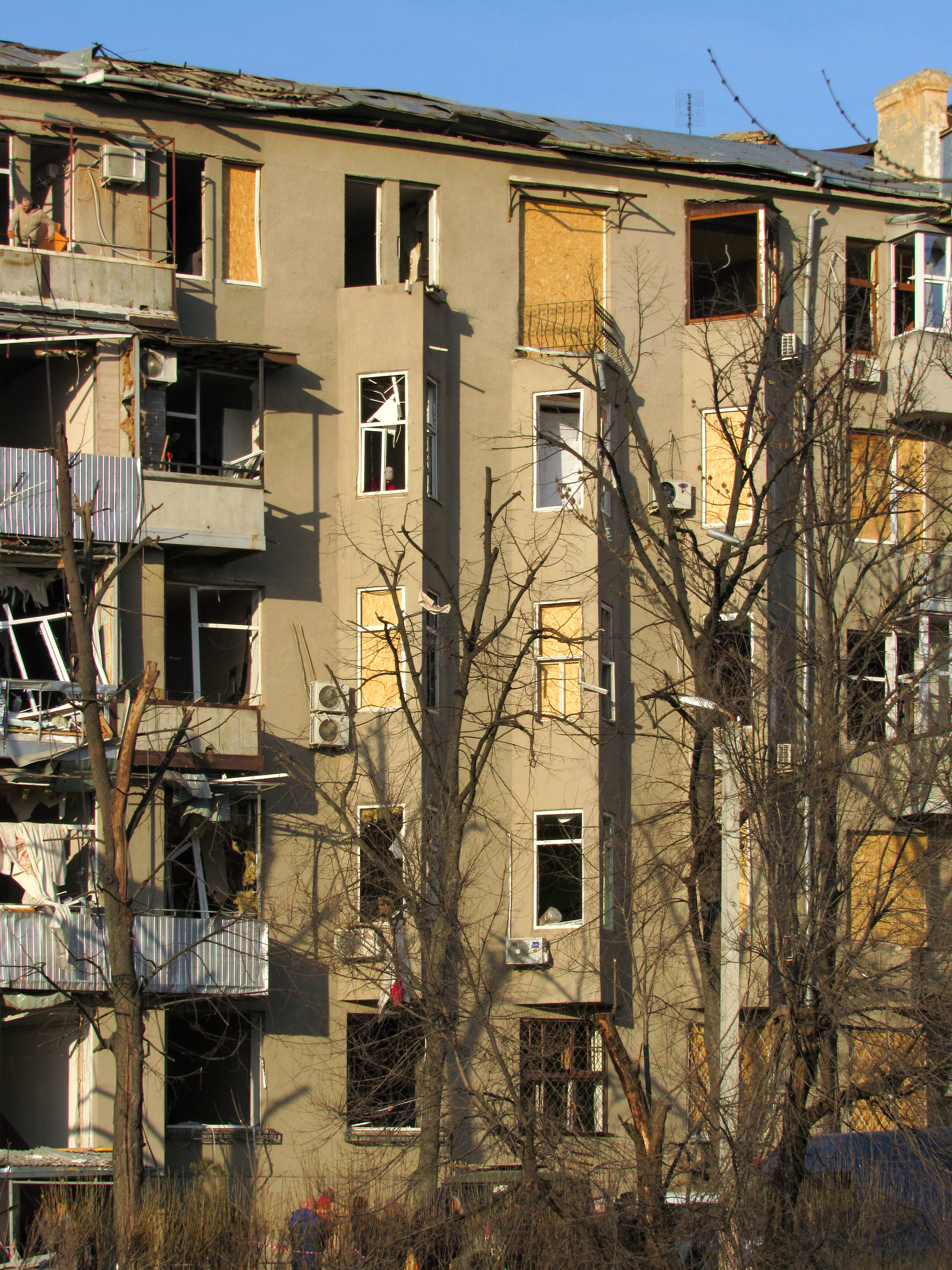
Еркери будинку «Табачник» після вибуху російської ракети
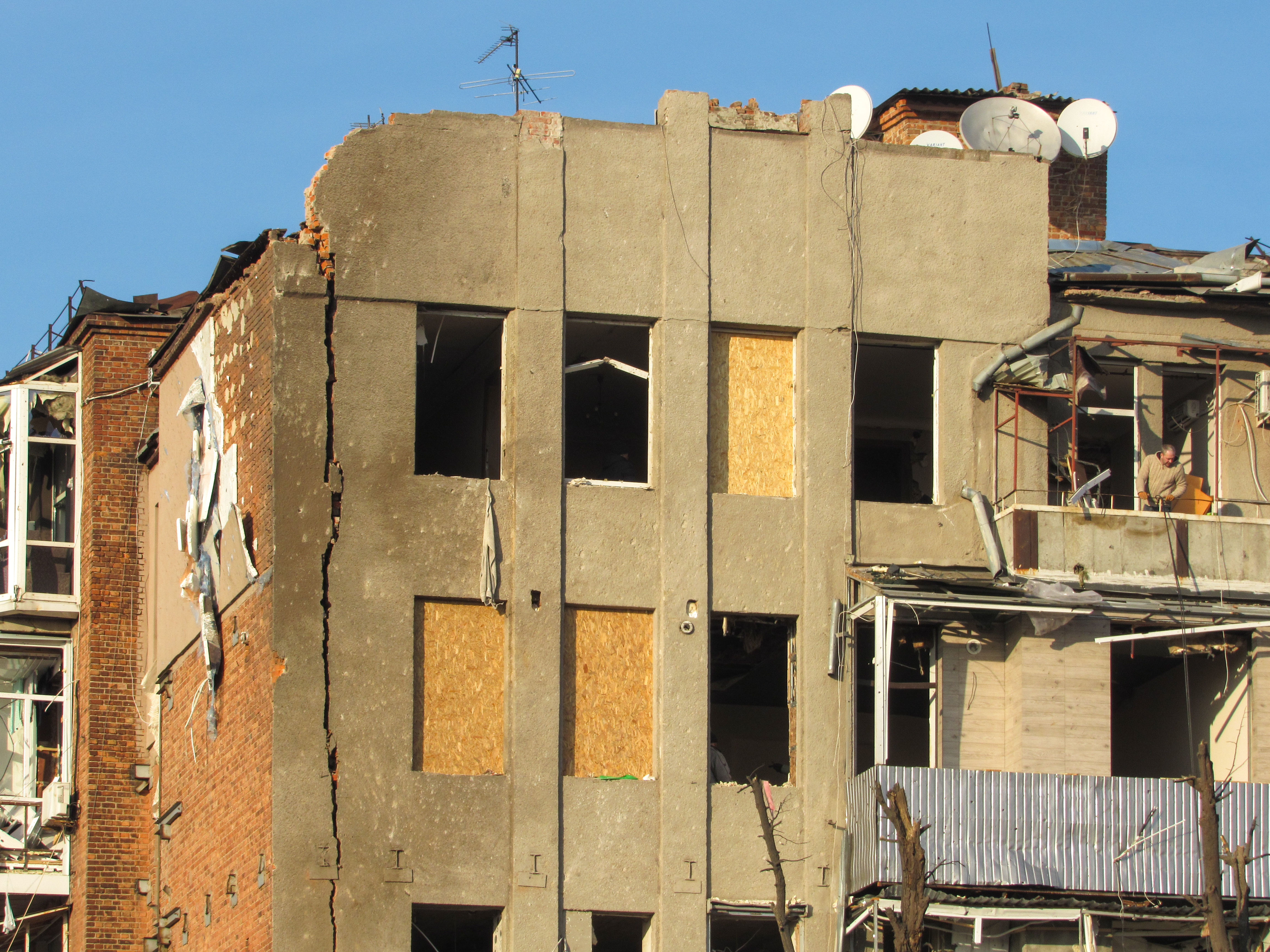
Тріщина і вибиті вікна будинку «Табачник»
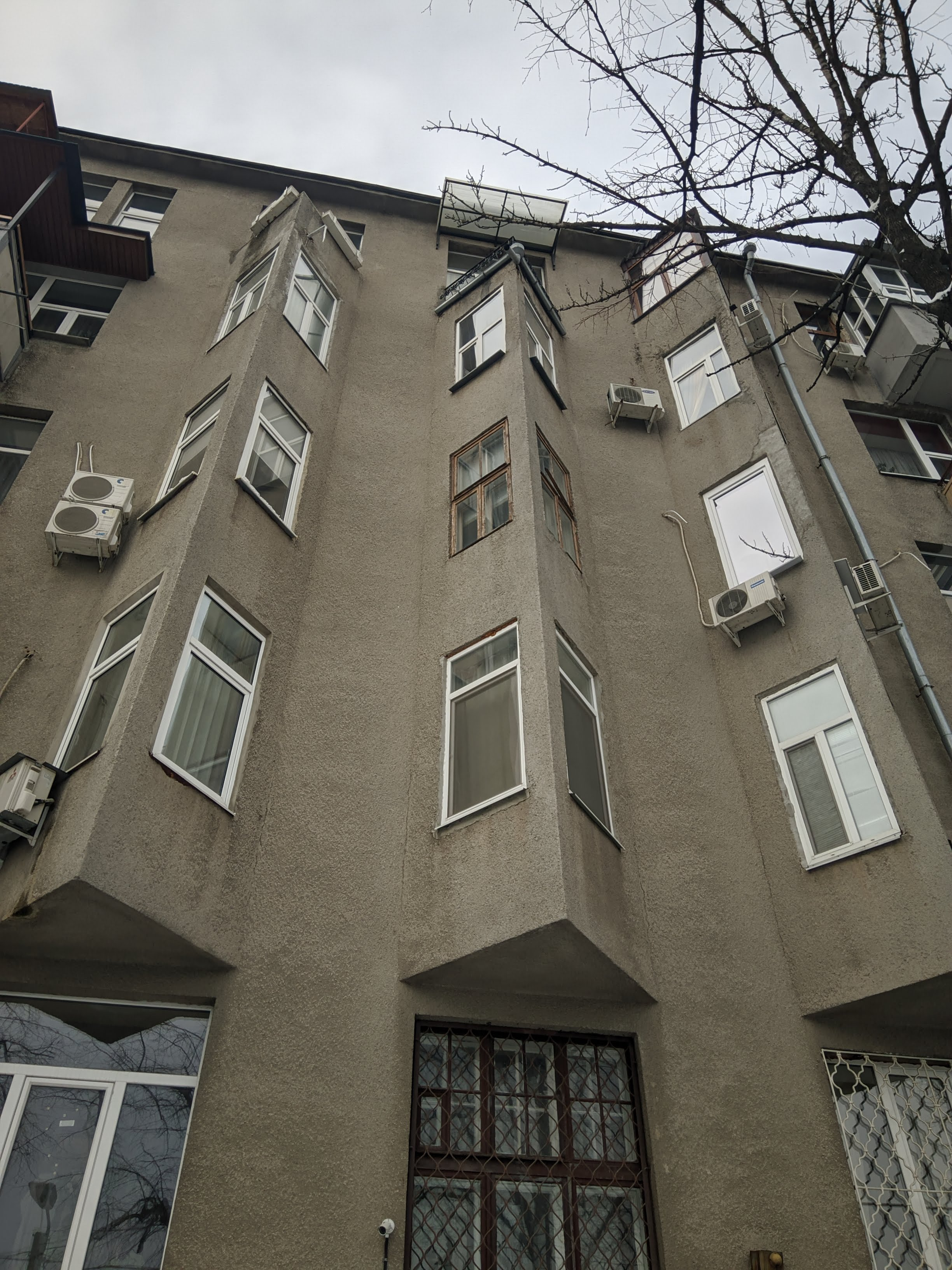
Сучасний вигляд еркерів з прибудованими балконами
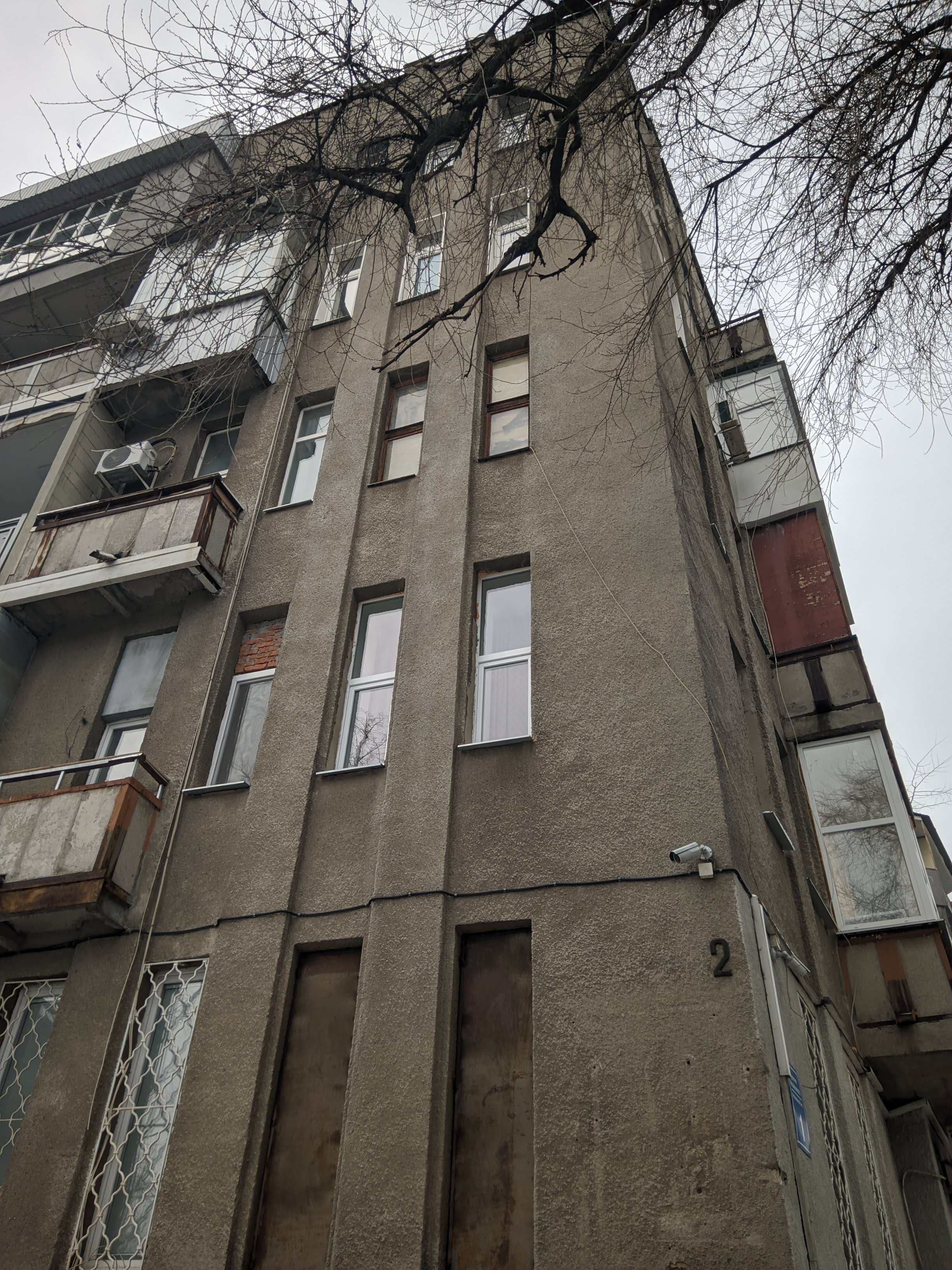
Кут будинку
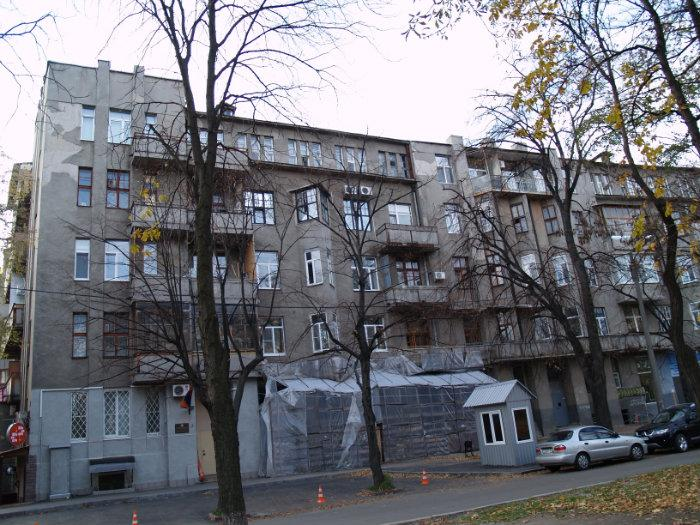
Фасад з боку проспекту Незалежності
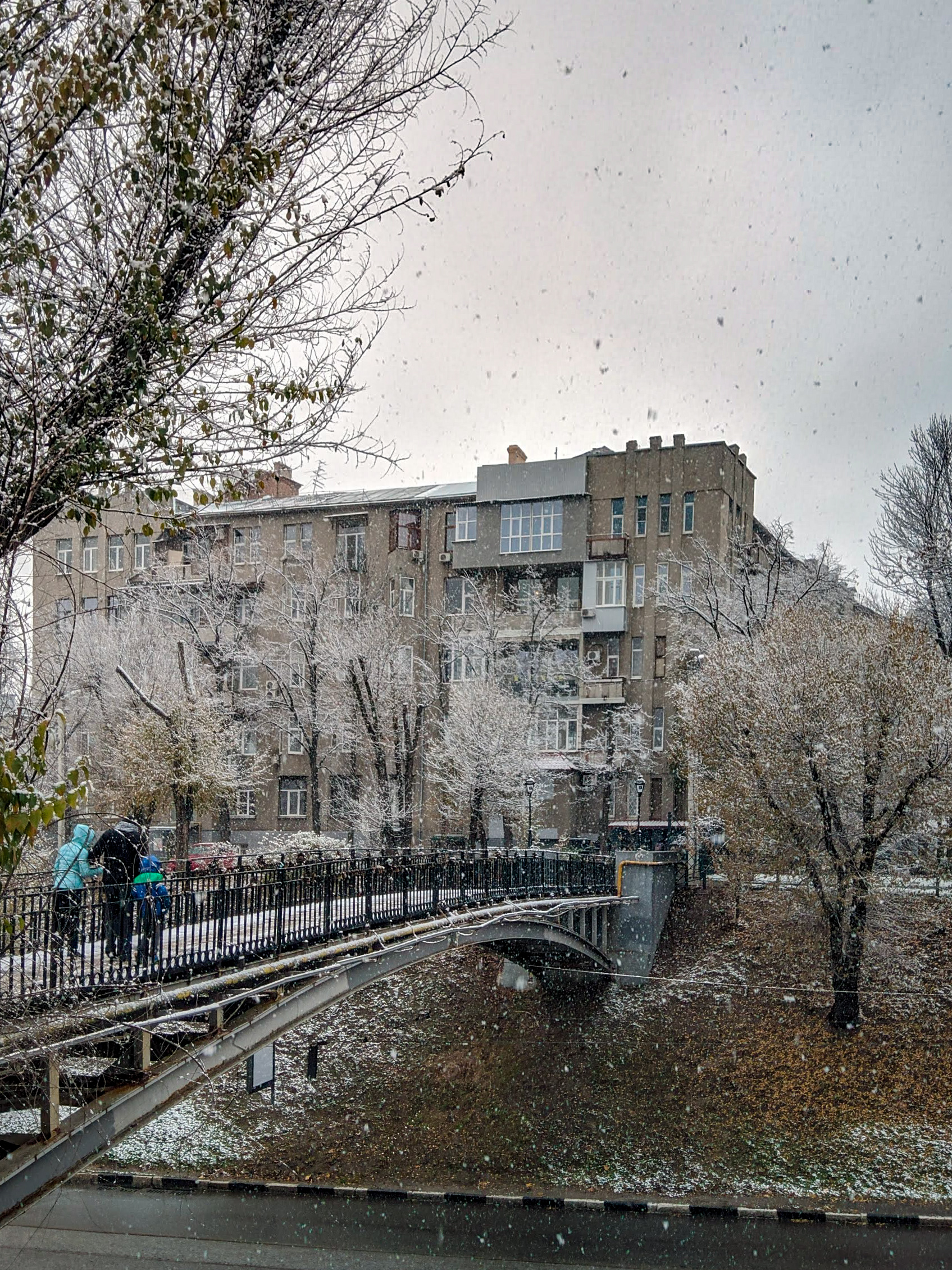
Будинок «Табачник» і Зоологічний міст взимку
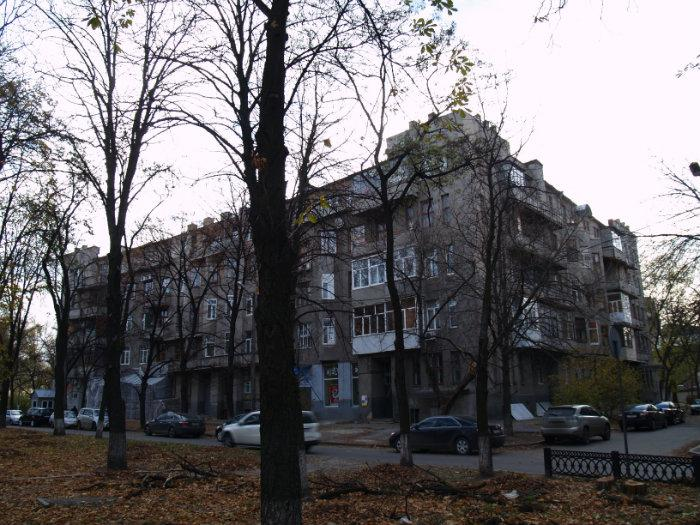
Фасад з боку проспекту Незалежності